# Tag des Patienten

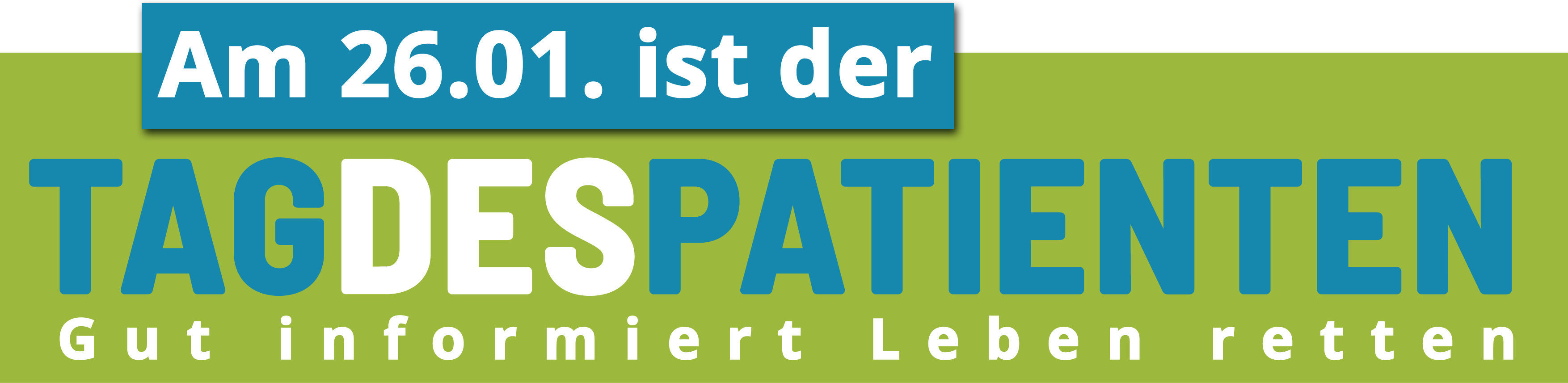
Der Tag des Patienten findet jährlich am 26. Januar statt.

Der Tag des Patienten ist ein bundesweiter Aktionstag, der sich für die Rechte der Patienten einsetzt. Er findet seit 2016 jedes Jahr am 26. Januar bundesweit mit Veranstaltungen in teilnehmenden Kliniken statt.

## Akteure
Der Tag des Patienten ist entstanden aus einem deutschlandweiten, ideellen Zusammenschluss verschiedener Verbände und Akteure der Gesundheitsbranche, maßgeblich getragen vom Bundesverband Patientenfürsprecher in Krankenhäusern e.V. (BPiK), dem Bundesverband Beschwerdemanagement für Gesundheitseinrichtungen e.V. (BBfG) und den teilnehmenden Kliniken. Als Beratungsunternehmen für Gesundheitskommunikation ist die Visioness GmbH verantwortlich für Konzeption und Umsetzung.

## Aufgaben und Ziele
Das Motto des Patiententags 2018 lautete „Gut informiert Leben retten – Ihr Beitrag zu einer sicheren Notfallversorgung“. Ziel war es, die Patientenrechte zu stärken und zugleich in diesem Bereich engagierten Kliniken und Krankenhäusern mehr Aufmerksamkeit zu schenken. Neben Informationsständen werden am Tag des Patienten bundesweit von Gesundheitsämtern, Kliniken und Ärzten Vorträge rund um das Thema Gesundheit gehalten.
Der Tag des Patienten soll dazu beitragen, über Probleme in Krankenhäusern aufzuklären, Patienten über ihre Rechte und Möglichkeiten zu informieren sowie Lösungsansätze zu diskutieren. An der Gestaltung des Patiententags können sich neben Patientenfürsprechern auch Beschwerdemanager und Klinikmitarbeiter beteiligen.

## Rezeption
„Der Tag des Patienten, der von den Bundesverbänden Patientenfürsprecher in Krankenhäusern und Beschwerdemanagement für Gesundheitseinrichtungen gemeinsam initiiert wurde, erinnert uns zu Recht daran, dass erfolgreiche Gesundheitspolitik die Interessen der Patientinnen und Patienten besonders im Blick behalten muss“

„Für mich als Patientenbeauftragter ist klar: Patientinnen und Patienten müssen im Mittelpunkt unseres Gesundheitssystems stehen. Sie müssen selbstbestimmt und gut informiert sein. Und sie müssen klare Rechte und Pflichten haben. Darum freue ich mich, dass der "Bundesverband Patientenfürsprecher in Krankenhäusern" und der "Bundesverband der Beschwerdemanager in Gesundheitseinrichtungen" den "Tag des Patienten" ins Leben rufen. Ich bin mir sicher: Mit den bundesweit zahlreichen Veranstaltungen und Vorträgen wird das Bewusstsein für die Stellung und die Rechte der Patienten deutlich gestärkt. Zugleich wünsche ich mir, dass wir uns dadurch auch mit den Herausforderungen beschäftigen, die noch vor uns liegen.“